# Doreen Seidel

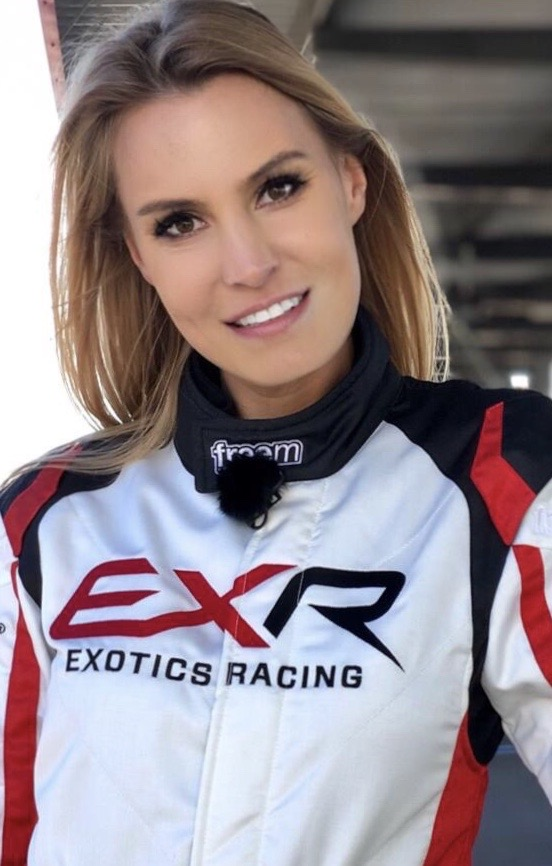
Doreen Seidel (2019)

Doreen Seidel (* 19. September 1985 in Chemnitz) ist ein deutsches Model, Playmate und Rennfahrerin.

## Karriere

### Model-Karriere
National bekannt wurde Seidel, als sie im Jahr 2008 als Playmate des Monats Mai in der deutschen Ausgabe des Herrenmagazins Playboy zu sehen war. Anschließend wurde sie von den Lesern zum Playmate des Jahres 2008 gewählt. Im Januar 2009 erschien Seidel mit den anderen elf Playmates des Jahres 2008 auf dem Cover und in einer Fotostrecke des Playboys. Ebenfalls 2009 zierte sie zudem neben Leonor Perez und Magdalena Sierka das Cover der Juli-Ausgabe und war mit diesen in einer 14-seitigen Fotostrecke zu sehen. In der April-Ausgabe 2011 stand Seidel zusammen mit Janine Habeck, Giuliana Marino, Sandra Latko und Daniela Wolf anlässlich des 85. Geburtstages von Hugh Hefner erneut für den Playboy vor der Kamera und erzählte in einem Interview über ihr Zusammentreffen mit Hefner.
Neben der deutschen Ausgabe war Seidel auch Playmate in Mexiko, Spanien, Russland, Polen, Griechenland, Argentinien, Rumänien sowie in Ungarn und zierte in Bulgarien das Cover. Ferner war sie des Öfteren in der Playboy Mansion zu Gast und arbeitete in New York und Rio de Janeiro mit dem Playboy zusammen. Außerdem war Seidel als Grid-Girl in der DTM für ein von Playboy gesponsertes Team aktiv. 2019 berichtete sie für den Playboy über den Burning Man 2019.
Seidel posierte unter dem Motto „Liebe ist in – Pelz ist out“ für eine Anti-Pelz-Aktion der Tierschutzorganisation PETA und war für eine Werbeserie des Technikportals Chip Online als Model engagiert. Zudem drehte sie mit Mario Teusch, der durch seine Teilnahme bei Deutschland sucht den Superstar und Das Supertalent bekannt wurde, einen Werbespot für ein Zahnersatzunternehmen.
Mediale Beachtung kommt außerdem Seidels offiziellem Instagram-Profil mit derzeit 93.000 Abonnenten (Stand: April 2024) zu, das sie hauptsächlich dafür nutzt, Fotos zu Rennsportthemen zu veröffentlichen. 2020 kommentierte sie das von Maximilian Breboeck und Norman Messina herausgegebene Buch Auf dem Höhepunkt bleiben: Mehr Flirts, Mehr Lust, Mehr Liebe mit einem Gastbeitrag.

### Fernsehkarriere
Seidel hatte mehrere Fernsehauftritte: So war sie im Jahr 2008 Teilnehmerin am TV total Turmspringen und 2009 in der Fernsehserie des Privatsenders Pro7 Solitary, wo sie den dritten Platz erreichte. Ferner trat sie mehrere Male in dem Fernsehmagazin Grip – Das Motormagazin als Testerin für Sport- und Supersportwagen auf, war für den Pay-TV-Sender Motorvision TV als Expertin in der Sendung Dream Cars aktiv und auf RTL Nitro bei Nitro Autoquartett zu sehen. Am 21. September 2014 war Seidel unter anderem neben den Playmates Franzy Balfanz, Helen De Muro und Sarah Nowak personeller Bestandteil der zweiten Episode der RTL-II-Sendung Columbus – Das Erlebnismagazin. Außerdem hatte sie Fernsehauftritte bei Punkt 12 und MTV Home.
Seidel war zudem auf den von Playboy vertriebenen DVDs Die 12 Playmates 2008 sowie Top 5: Deutschlands heisseste Playmates aller Zeiten zu sehen, die mit den Playboyheften 07/2009 beziehungsweise 04/2011 ausgegeben wurden.

### Rennsport

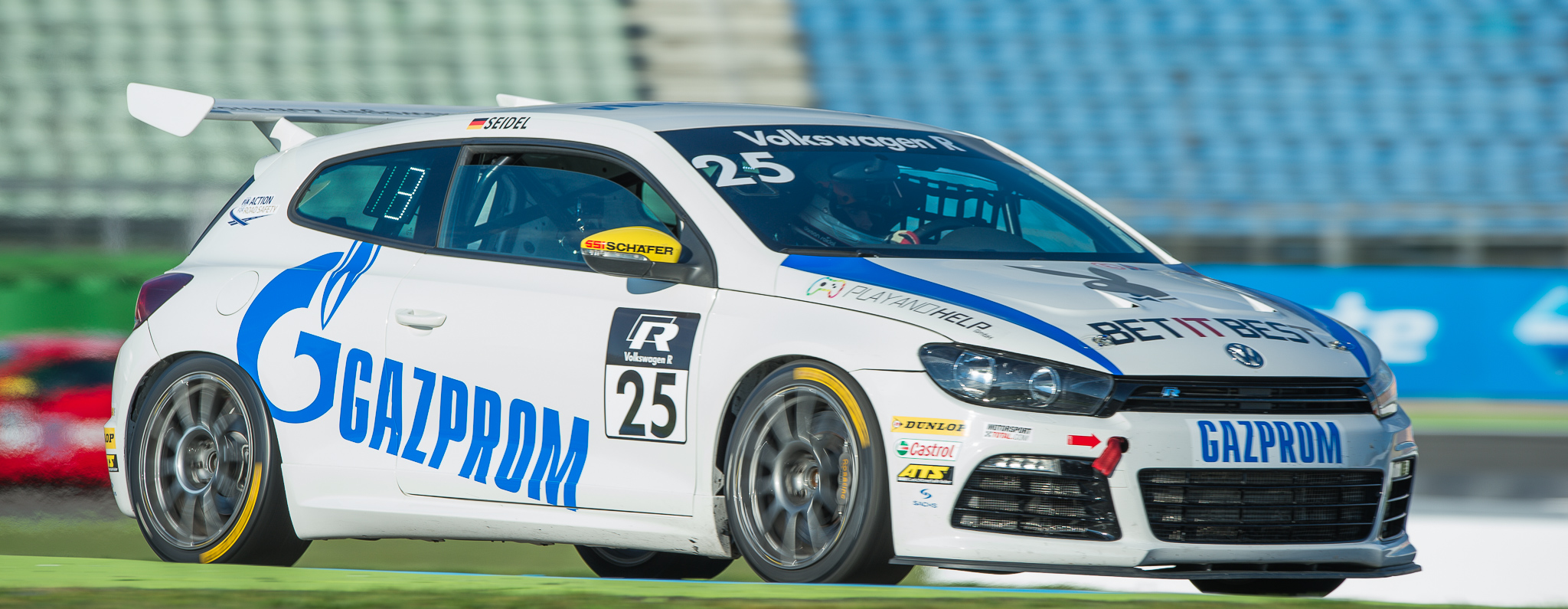
Doreen Seidel im Scirocco R-Cup auf dem Hockenheimring 2014

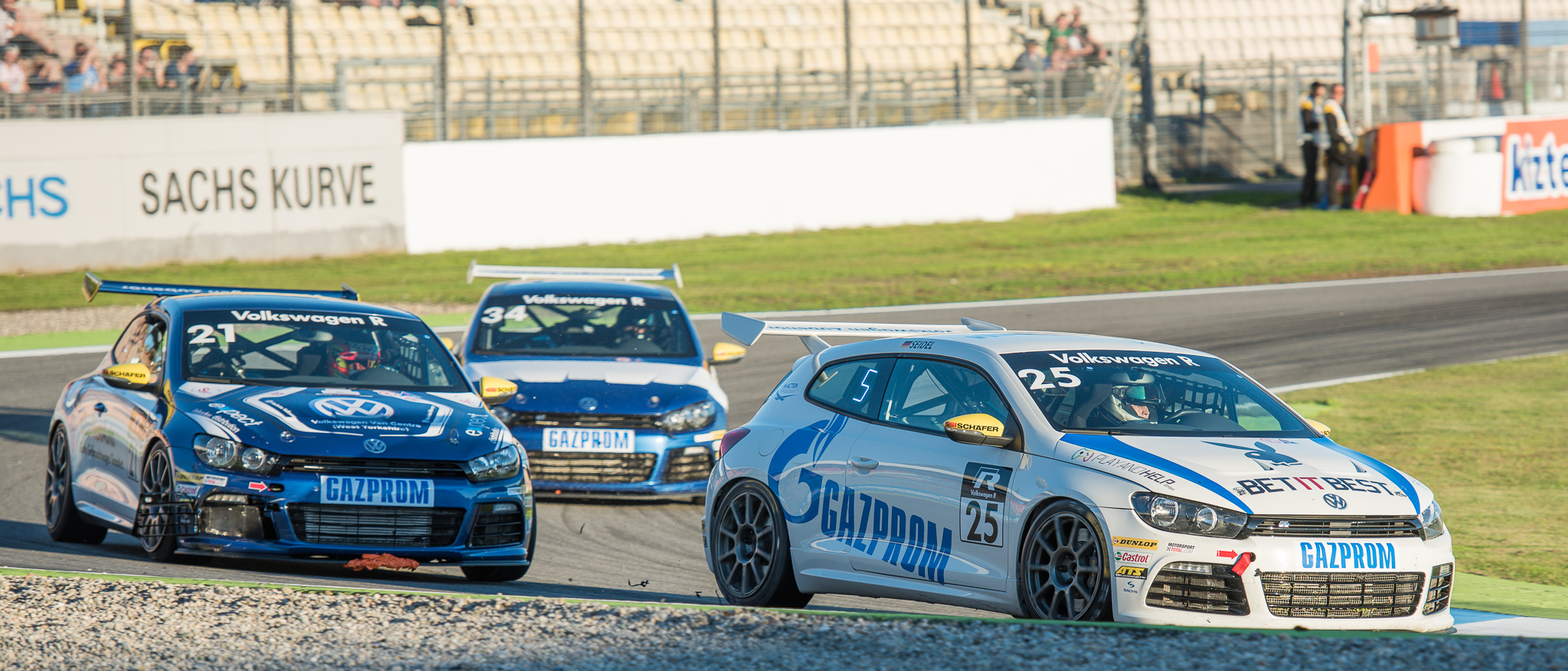
Doreen Seidel im Scirocco R-Cup auf dem Hockenheimring 2014 (erstes Fahrzeug von rechts)

Seit 2011 ist Doreen Seidel als Rennfahrerin aktiv und nahm an diversen Motorsportveranstaltungen teil. Ihre Anfänge machte sie beim ADAC Cruze Cup (2011) beziehungsweise beim ADAC Chevrolet Cup (2012). Bei zweitgenanntem erreichte sie drei Mal eine Podiumsplatzierung und beendete den Cup auf dem vierten Platz der Gesamtwertung.
2013 nahm sie am Mini Trophy als Teil des ADAC GT Masters teil, 2014 ging sie zum ersten Mal beim Volkswagen Scirocco R-Cup der DTM an den Start. Im Jahr 2015 absolvierte Seidel den Audi Sport TT Cup, stand dort fünf Mal auf dem Podium und wurde Dritte in der Gesamtwertung der Frauen.
2016 war sie Teilnehmerin an der GT4 European Series, 2017 kehrte sie zu einem Wagen des ADAC Chevrolet Cups zurück und absolvierte damit den Boerdesprint. 2018 fuhr sie in der EXR Racing series.
Seit 2015 ist Seidel neben ihrer eigenen aktiven Teilnahme am Rennsport auch als Motorsport-Instruktorin für Marken wie Mercedes-Benz, Audi, Porsche oder Ferrari aktiv.

## Persönliches
Seidel machte im Alter von 18 Jahren ihr Abitur und begann dann ein BWL-Studium mit dem Schwerpunkt Versicherungen in Wiesbaden, später wechselte sie ihren Schwerpunkt von Versicherungen zu Marketing und Controlling. Anschließend absolvierte sie einen Master of International Marketing in Melbourne, Australien.
Seidel führte 2010 eine einjährige Liebesbeziehung mit ihrer Visagistin. Derzeit ist sie mit dem französischen Rennfahrer Romain Thievin liiert. Seit Juli 2021 sind die beiden verheiratet, seit 5. Mai 2024 Eltern eines Jungen.